# Toponyme dénaturé
Les toponymes dénaturés sont des toponymes qui ont été modifiés, altérés, à cause de réinterprétations fautives : attraction paronymique, mauvaise transcription (cacographie), métatraduction, etc.

## Attraction paronymique

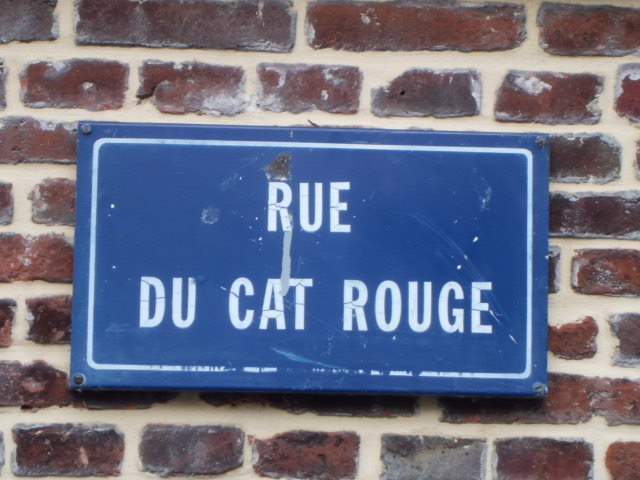
Rouen : altération de l'ancien français ca(r)rouge « carrefour » en cat rouge « chat rouge » en normand.

### Cas général
On note de nombreuses altérations de toponymes par attraction paronymique :
- L'Écluse (Pyrénées-Orientales) : appellation transitoire en français de Les Cluses, du Catalan la Clausa attesté en 1285, erreur déjà constatée en 1479, et rectifiée depuis[1].
- l'Araignée : interprétation de l'Arénier, a priori de arena « sable », en tout cas de *ar « pierre ».
- Le Blanc (Indre) : attesté sous les formes Obliacensis en 968 et Oblinco en 1159, peut-être préceltique *obl- et suffixe -incum[2].
- Le Bar-sur-Loup : originellement Albarn > Aubarn.
- Bonnœil (Calvados) : rien à voir avec « bon œil » ; du gaulois Bono-ialon « défrichage de *Bonos ».
- Bordeaux (Gironde) : anciennement Burdigala, devenu *Burdial, réinterprété en un diminutif masculin de borde « grange », devient Bordeu en gascon. Bordeaux en langue d'oil est l'ancien pluriel de bordel, au sens de « petite maison », « maison isolée ». Il est aujourd'hui interprétable par « bord de l'eau » alors que son origine est tout autre : Burdigala serait peut-être un nom basco-aquitain. *burd signifierait « marais » et *gala se traduirait par « abri ». Le nom aurait ensuite évolué en Bordigala, puis en Bordale en basque, Bordèu en gascon, francisé en « Bordeaux ».
- Bonnœuvre (Loire-Atlantique) : rien à voir avec une bonne œuvre ; du gaulois Banno-briga « place forte de Banna ».
- Camarade (Moulon, Gironde) : déformation de Cambrade, c'est-à-dire « chènevière », « endroit où pousse du chanvre ».
- la Chapelle-en-Juger (Manche) : graphie souvent utilisée officiellement pour la Chapelle-Enjuger, du nom d'Engelger de Bohon seigneur de Bohon au XIIe siècle[3].
- Les Chéris (Manche) : altération d’Escheriz, mentionné au XIVe siècle, déverbal de l'ancien français escharir « partager », se rapportant à « une terre partagée »[4].
- Clairefougère (Orne) : Clivefeugeriam aux XIIe et XIIIe siècles[5]. Le premier élément du toponyme semble représenter soit l'ancien scandinave klif, soit l'ancien anglais clif « rocher ; escarpement ; falaise ».
- Corps-Nuds (Ille-et-Vilaine) : attesté (vicus) Cornutius au VIe siècle et Cornus vers 1330. Du bas latin *Cornucium de cornu « corne » > « pointe » + suffixe -ucium ou de l'anthroponyme gallo-romain Cornucius, dérivé du gaulois Cornos[6].
- Orgueil (Tarn-et-Garonne) : peut-être du gaulois *Orgo-ialon « défrichement d’*Orgos »[7][source insuffisante].
- Grand-Couronne / Petit-Couronne, altération d'après le français couronne du toponyme scandinave Curthelmi Xe siècle, Corhulma 1032 - 1035[8]
- Les Deux Sœurs : altération de les deux sours « les deux sources » en ancien français.
- L’Homme, et ses variantes (la plus célèbre : l'Homme mort, les deux hommes, etc.) : de ulmus, « orme » (donc l'orme mort, etc.).
- Saint-Léger-du-Bourg-Denis (Seine-Maritime) : forme officielle pour Saint-Léger-Bourdeny (*BURDINIACO > Bordeneio, Burdeni XIIe siècle)[9].
- Saint-Martin-la-Plaine (Loire) : Saint Martin le Plaintié d'après en cartulaire de 987, toponyme qui donnera plus tard la Plaigne et la Plagne, désigne le plant (cep de vigne) ou le planté (de vignes), et non une plaine (le bourg est sis au sommet d'une colline).
- Les Vieux (Seine-Maritime) : anciennement les Vez « les gués » en normand[10].
- Le Val-au-Sou à Orville (Orne), un solidus en or sans doute. En fait, attesté sous la forme Vallis Osulfi en 1166, anthroponyme normand d'origine anglo-scandinave Auzou(f) / Osou(f).
- Vieux-Fumé (Calvados) : la forme ancienne Vadum Fulmeriii de 1025 montre qu'il s'agit initialement du « gué de Fulmer », nom de personne d'origine germanique (Folk-mar, de folk « peuple » + -mar « célèbre ») [11]. La forme erronée Vieux repose sur le traitement dialectal normand de gué, généralement noté vey. L'altération de Fulmer en Fumé est quant à elle attestée dès 1277 sous la forme latinisée Vadum Fumatum [11], littéralement « gué fumé ».

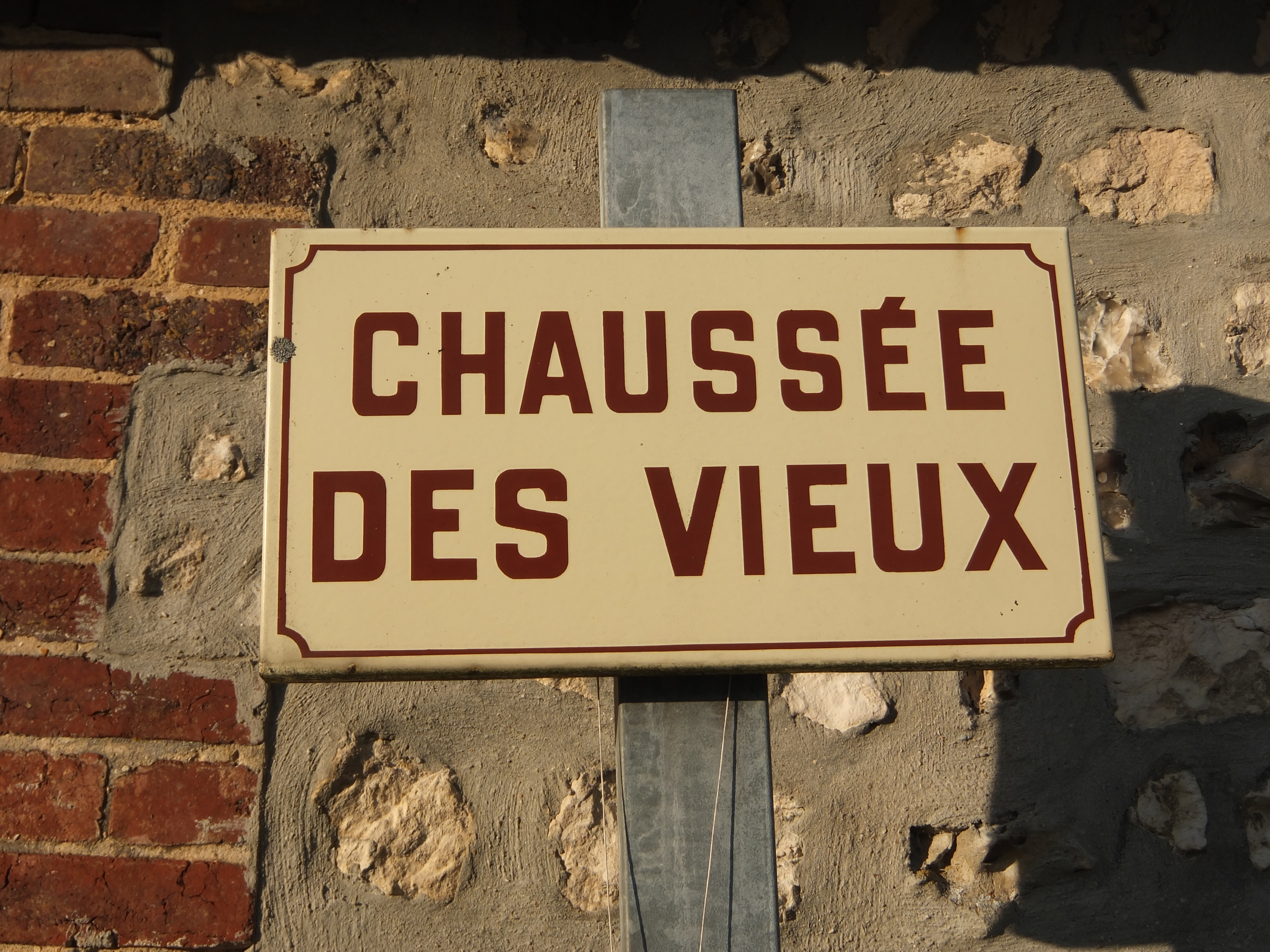
Quevillon (76) : chaussée qui mène à la Seine à travers d'anciens marais obligeant à passer de nombreux veys « gués », mot dialectal altéré en Vieux.

Parfois de belles histoires sous-tendent ces altérations. Ainsi Guatarram, nom d'une grotte creusée par une rivière souterraine, est-il sublimé en Betharram (« beau rameau » en gascon), nom d'un personnage qui aurait sauvé de la noyade une fillette en perdition.
D'autres fois les assimilations sont moins plaisantes. Pourquoi continuer à trouver « Vilaine » la Visnaine (en latin Vicinonia) ?
Il existe de très nombreux autres exemples de toponymes dénaturés et des centaines de toponymes dont le nom est expliqué par une « légende toponymique » fondée sur une étymologie populaire.

### Le cas particulier des toponymes consacrés

#### Noms de saints fictifs
- Saint-Arnac[14],[1] (Pyrénées-Orientales) : de l'occitan Centernac
- Saint-Dos[15] (Pyrénées-Atlantiques) : d'un nom aquitanien Sendoz, gascon Sendòs.
- Saint-Boès (Pyrénées-Atlantiques) : d'un nom aquitanien Sembe, gascon Sembuès
- Saint-Goin (Pyrénées-Atlantiques) : peut-être d'un terme aquitanien *zingen, mais hypothèse sur Gaudentius.
- Saint-Gourson (Charente) : d'un nom gallo-romain, Sergiuntus auquel est apposé le suffixe -onem.
- Saint-Igny-de-Vers (Rhône) : d'un toponyme gallo-roman Sentiniacum (attesté Semtiniacus au XIe siècle) semblable à Sinzenich (Allemagne, Sentiniacum sans date).
- Saint-Inglevert (Pas-de-Calais) : d'un toponyme germanique Santingeveld.
- Saint-Lys (Haute-Garonne) : par référence au lys, symbole des rois de France.
- Saint-Sauflieu (Somme) : du nom Sexoldium, devenu Sessoliu.
- Sainte-Engrâce (Pyrénées-Atlantiques) : Sancta Gracia, du latin gratia (la grâce).
- Saint-Tronc[16] (quartier de Marseille) : du latin Centro, via l'occitan Centron.

#### Noms de saints altérés
- Saint-Barbant (Haute-Vienne) : abréviation de Sainte-Barbe-en-Poitou.
- Saint-Chamond (Loire), altération de Saint-Ennemond.
- Saint-Chély (Aveyron) : de Sanch Ely (St Eloy).
- Saint-Chamas (Bouches-du-Rhône) : de Sanch Amàs, en occitan.
- Saint-Chinian (Hérault) : de Sanch Inhan, en occitan (ou Saint Aignan).
- Sainte-Olive (Ain) : de Sanctus Ellidius (Saint Illog).
- Saint-Merd (Creuse) pour Saint Médard[17].
- Sainte-Ramée (Charente-Maritime), pour Saint Rémy.
- Saint-Romphaire, altération du nom de sanctus Romacharius « saint Romacaire » (germanique Rumakar), sous l'influence du nom de personne norrois Rumfari, avec graphie -ph- hellénisante[18].
- Sanary-sur-Mer du provençal Sant Nazari (Saint Nazaire).
- Saint-Sauvant (Vienne) de Ad S.Silvanum (1032) (Saint Silvain).

## Graphies francisées
- Dans Le Néouvielle : v = [b] et -elle = -eillo ; la prononciation devrait être « Nèoubiéillo » du gascon nèu vielha (pron. « nèou biéillo ») 'vieille neige'.
- Boucheporn : francisation du germanique busch, le [b] de born (fontaine/source) est passé à [p] par dévoisement spontané.
- Déjà francisé, le toponyme Bochaine (pays du Buëch) a été re-francisé en Beauchêne, comme dans Saint-Julien-en-Beauchêne.

## Agglutination de l'article
L'agglutination de l'article est très fréquente avec les noms de rivière :
- Le Lausset pour l'Aucet (en 1384).
- La Leyre pour l'Eyre.
- Le Lot pour l'Olt.

On le retrouve également dans d'autres toponymes, comme avec le Lautaret, initialement l'Autaret (le « petit autel »).
Il existe même des doubles agglutinations :
- Lalacelle (Orne), à l'origine seulement La Celle.

## Extraction de l'article
Le phénomène inverse se produit pour :
- Le Bar (Alpes-Maritimes) d'un ancien Albarn.
- La Nive pour un ancien *Unibar > Gascon lou Nibà(r) > lou Nibe.
- La Rhune pour Larrune, du Basque Larr-hun « lieu de lande ».
- Le Boupère (Vendée) pour Alba Petra (latin, XIe siècle) puis Aubepierre (« pierre blanche »).

## Modifications volontaires
Nombre de toponymes connaissent un changement officiel de nom ou de graphie, voire de prononciation, car ils sont jugés dépréciatifs.
- Belleville-en-Caux  (Seine-Maritime), anciennement Merdeuseville[19].
- La Bonneville (Manche), anciennement Merdeuseville (Merdosavilla XIIe siècle)
- Bosc-Bordel (Seine-Maritime), prononciation traditionnelle [bobɔrdel] tombant en désuétude pour des raisons évidentes, d'où [bɔsbɔrdel]
- Cerville (Meurthe-et-Moselle), anciennement Cercueil, renommée en 1972[20].